# Vereinsbrauerei Apolda
La Vereinsbrauerei Apolda GmbH est une brasserie à Apolda, dans le Land de Thuringe.

## Histoire
La tradition du brassage de la bière à Apolda est documentée depuis 1440. Les droits de brassage du domaine et de la ville d'Apolda, mentionnés dans un document, sont donnés à certains groupes de citoyens à cette époque. En 1710, les citoyens s'unissent en une "société", qui deviendra le "Vorstädter". En 1826, l'assesseur Börner réussit à réunir ces deux Braukommune. À partir de 1830, l’industrie brassicole d'Apolda profite de l'essor de l'industrie textile et de l'expansion du chemin de fer. À partir de 1844, la Braukommune commence par des contrats d’achat visant à créer une propriété légale en tant que brasserie indépendante. En 1872-1873, 46 citoyens participent à la "Städtische Braugenossenschaft zu Apolda, Karl Kürschner & Co". En 1884, la société est inscrite au registre du commerce et transformée en une coopérative de brasserie (Karl Kürschner & Co.). Dans le même temps se développe à partir de 1860, une deuxième entreprise de brasserie "Gebr. Bohring".
Le 1er octobre 1887, les deux brasseries se rapprochent, ce qui fonde la pierre angulaire de "Vereinsbrauerei Apolda AG". L'acte fondateur a lieu le 8 août 1888. En 1952, à l'époque de la RDA, la brasserie est renommée VEB Vereinsbrauerei Apolda et incorporée en 1969 dans le "VEB Getränkekombinat Erfurt". Après la réunification, la brasserie est privatisée le 31 mai 1991 et appartient depuis à des intérêts privés.

## Production
- Apoldaer Glocken Pils
- Apoldaer Premium Pils
- Apoldaer Spezial Domi
- Apoldaer Festbock
- Apoldaer Glocken Hell
- Apoldaer Tradition
- Apoldaer Diamant Extrapils
- Apoldaer Export
- Apoldaer Radler
- Apoldaer Hefeweizen
- Apoldaer Hefeweizen Dunkel
- Apoldaer Tafelbier
- Apoldaer Narrenbräu
- Apoldaer Schwarzer Esel (Schwarzbier)